# Niigata
Niigata (jap. 新潟市 Niigata-shi, deutsch ‚[kreisfreie] Stadt Niigata‘, englisch Niigata City/City of Niigata/Niigata, Niigata) ist eine designierte Großstadt und der Verwaltungssitz der gleichnamigen japanischen Präfektur Niigata (historisch Provinz Echigo) auf der Hauptinsel Honshū. Niigata liegt an der Mündung des Flusses Shinano und ist eine der größten Hafenstädte an der Küste zum Japanischen Meer.
Niigata hat 790.646 Einwohner und liegt 300 km nördlich von Tokio.
Die Region ist ein Erdöl- und Erdgas-Fördergebiet, daher gibt es hier auch Erdölraffinerien. Daneben spielen die Papier- und Nahrungsmittelindustrie sowie der Maschinen- und Schiffbau eine bedeutende wirtschaftliche Rolle.

## Geschichte
Nach einer langen Geschichte als Hafenstadt wurde Niigata nach dem Harris-Vertrag und weiteren Ungleichen Verträgen der europäische Kolonialmächte zum Vertragshafen – umgesetzt wurde die Öffnung aber erst 1869 kurz nach der Meiji-Restauration.
Nach der Restauration entstand aus der bisherigen Shōgunatsverwaltung für die Stadt und Umgebung nach mehreren Fusionen und Neugliederungen die Präfektur (zeitweise -fu, später -ken) Niigata. Darin wurden der Stadtkreis (-ku) Niigata 1879 und die heutige kreisfreie Stadt (-shi) Niigata 1889 eingerichtet.
Niigata stand 1945 neben Kokura und anderen Städten auf der Liste möglicher Atombombenziele, blieb aber verschont. Die Ziele der Atombombenabwürfe waren schließlich Hiroshima und Nagasaki.
1949 wurde die Universität Niigata gegründet. Am 16. Juni 1964 wurden große Teile der Stadt durch ein Erdbeben der Stärke 7,3 zerstört. Dabei kippten einige Häuserblocks, die auf einem aufgefüllten ehemaligen Flussbett standen, spektakulär als Ganzes mehr oder weniger stark zur Seite. Dies war infolge einer von den Erdbebenwellen ausgelösten Bodenverflüssigung möglich.
Einige Spiele der Fußball-Weltmeisterschaft 2002 wurden in Niigata ausgetragen.

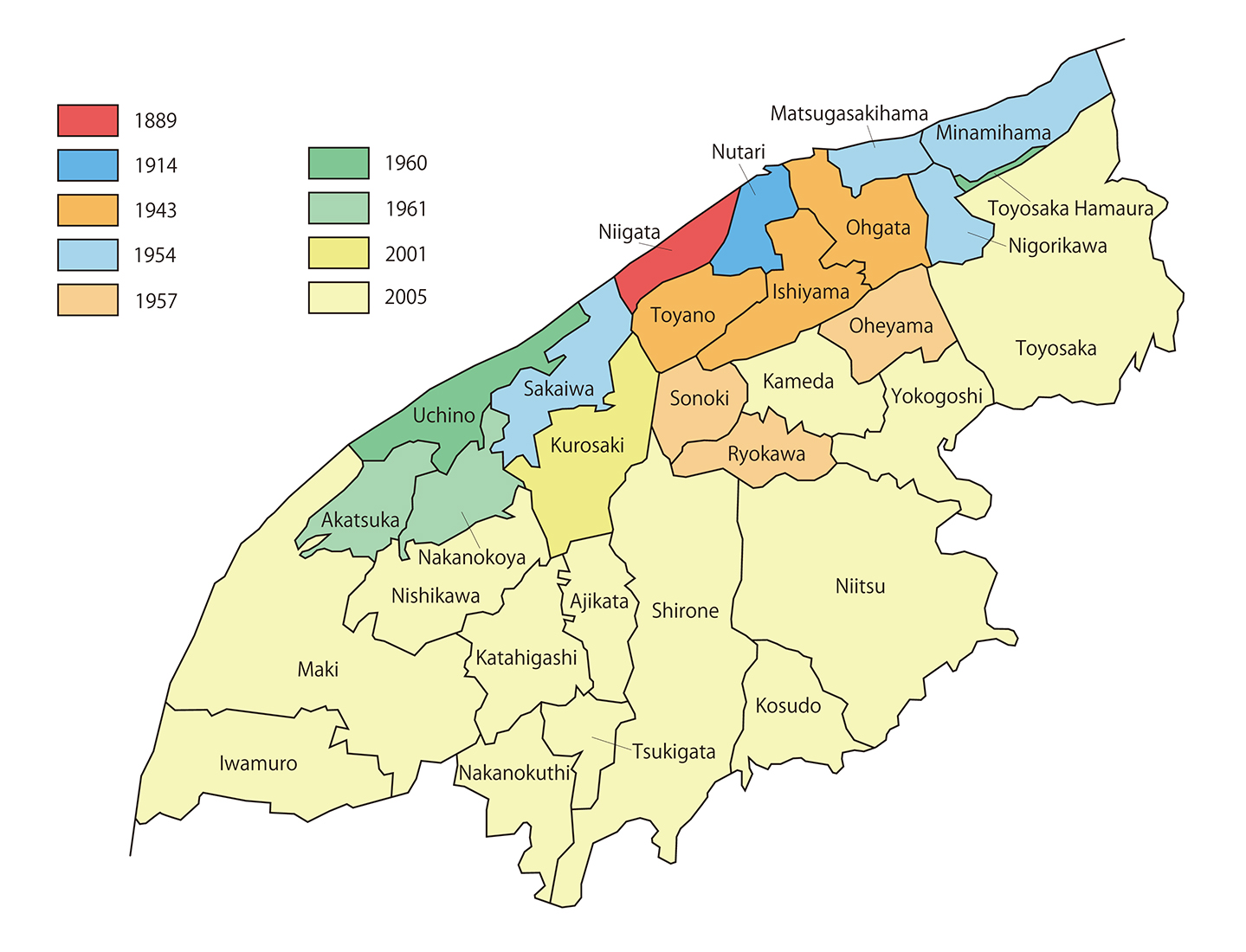
Entwicklung des Stadtgebiets von der Einrichtung der Stadt Niigata 1889 bis 2005

Zum 1. Januar 2001 wurde die kreisangehörige Stadt Kurosaki (黒埼町) aus dem Landkreis Nishikanbara nach Niigata eingemeindet. Zum 21. März 2005 folgten zwölf weitere Gemeinden: die kreisfreien Städte (shi) Niitsu (新津市), Shirone (白根市), Toyosaka (豊栄市), sowie die Städte (machi) Kosudo (小須戸町), Yokogoshi (横越町) und Kameda (亀田町) je aus dem nach Landkreis Nakakanbara, die Stadt Nishikawa, die Dörfer (mura) Iwamuro (岩室村), Ajikata (味方村), Katahigashi (潟東村), Tsukigata (月潟村) und Nakanokuchi, jeweils aus dem Landkreis Nishikanbara, sowie am 10. Oktober die Stadt Maki (巻町) aus ebendiesem Landkreis.
2007 wurde Niigata von der Regierung zur Großstadt ernannt.

## Politik und Verwaltung
- KPJ: 6
- Shimin net Niigata („Bürgernetz Niigata“; mit SDP): 3
- Tomo ni yakudō suru Niigata (~ „ein Niigata, das gemeinsam in Schwung kommt“; mit KDP): 4
- Mushozoku no Kai („Unabh. Versammlung“; mit Midori no Tō): 3
- Shinpū de Niigata o ishin suru kai  (~ „Vereinigung, die Niigata durch frischen Wind erneuert/restauriert“; mit Ishin): 4
- Kōmeitō: 4
- Shin shimin club („Neuer Bürgerklub“; mit LDP): 4
- Shōseikai (翔政会; mit LDP): 22

Bürgermeister von Niigata (Niigata-shichō) ist seit 2018 der ehemalige Rätehausabgeordnete Yaichi Nakahara. Bei der Bürgermeisterwahl am 23. Oktober 2022 wurde er gegen den KPJ-SDP-gestützten Herausforderer Ei Suzuki mit über 73 % der Stimmen für eine zweite Amtszeit wiedergewählt. Die Wahlbeteiligung sank auf 32,1 %.
Das Stadtparlament von Niigata (Niigata-shigikai) hat seit 2023 regulär 50 Mitglieder, die aus den Stadtbezirken als Wahlkreise noch bei einheitlichen Lokalwahlen gewählt werden. Bei der Wahl 2023 blieb die LDP mit 15 Sitzen stärkste Partei, 17 Wahlsieger waren ohne Parteinominierung; die KPJ gewann sechs Sitze, KDP und Kōmeitō jeweils vier, die Nippon Ishin no Kai zwei, SDP und Grüne je einen.
In das 53 Mitglieder starke Präfekturparlament von Niigata (Niigata-kengikai) wählen die Bezirke der Stadt Niigata insgesamt 15 Abgeordnete.

Gemeinden und Abgeordnetenhauswahlkreise von Niigata seit 2024 mit der Stadt Niigata in lila

Bei Wahlen zum Abgeordnetenhaus (Shūgiin), dem Unterhaus des nationalen Parlaments, erstreckt sich die Stadt Niigata seit 2024 in die Wahlkreise 1 bis 3 der Präfektur Niigata. Bei der Abgeordnetenhauswahl 2024 gewann die KDP alle drei.

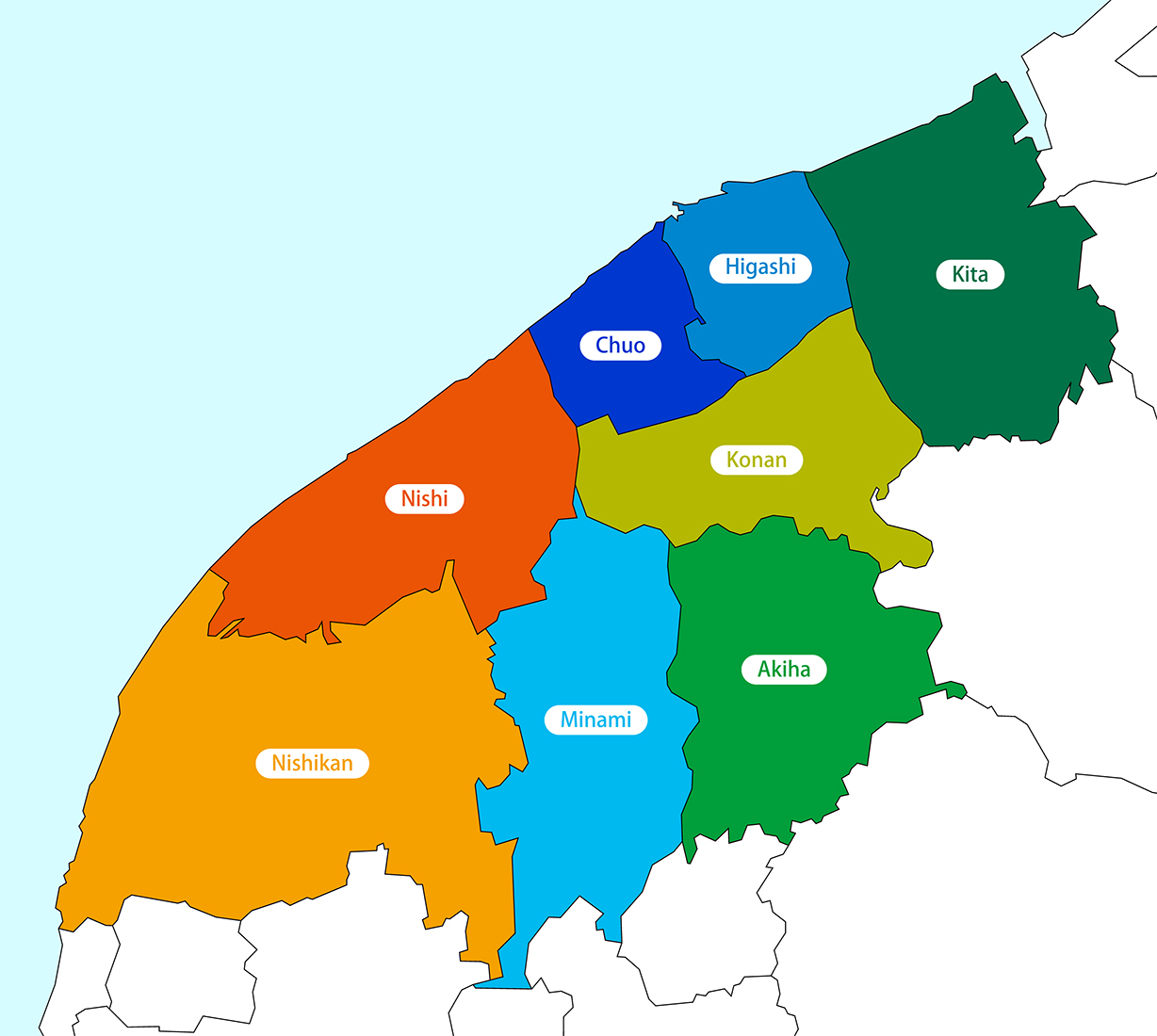
Stadtbezirke

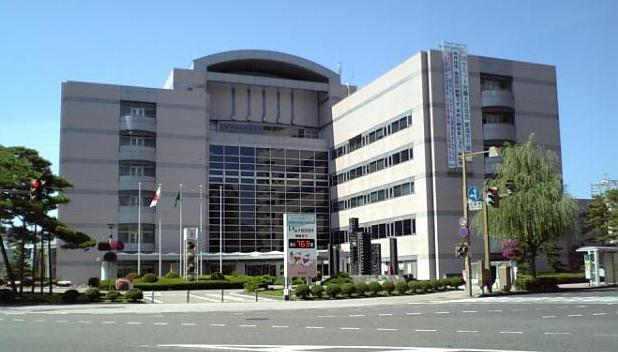
Rathaus

## Stadtgliederung
Seit dem 1. April 2007 ist Niigata als seirei shitei toshi („Großstadt per Regierungserlass“) in acht Stadtbezirke (ku) untergliedert:

| Code mit Prüfziffer | Name                          | Name   | Fläche (in km²) | Bevölkerung  | Bevölkerungs- dichte (Ew./km²) | Farbe in der Karte |            |
| Code mit Prüfziffer | Hepburn-lat. (+Übersetzung)   | jap.   | 1. Januar 2023  | 1. März 2021 | 1.10.2015                      |                    |            |
| ------------------- | ----------------------------- | ------ | --------------- | ------------ | ------------------------------ | ------------------ | ---------- |
| 15101-7             | Kita-ku („Bezirk Nord“)       | 北区   | 107,61          | 73.124       | 76.328                         | 708,58             | blaugrün   |
| 15102-5             | Higashi-ku („Bezirk Ost“)     | 東区   | 38,63           | 134.499      | 137.577                        | 3562,33            | hellblau   |
| 15103-3             | Chūō-ku („Bezirk Mitte“)      | 中央区 | 37,75           | 181.236      | 183.767                        | 4868,00            | dunkelblau |
| 15104-1             | Kōnan-ku                      | 江南区 | 75,42           | 67.957       | 68.906                         | 913,63             | gelbgrün   |
| 15105-0             | Akiha-ku                      | 秋葉区 | 95,38           | 75.251       | 76.843                         | 805,65             | grün       |
| 15106-8             | Minami-ku („Bezirk Süd“)      | 南区   | 100,91          | 43.534       | 45.685                         | 452,73             | zyan       |
| 15107-6             | Nishi-ku („Bezirk West“)      | 西区   | 94,00           | 160.809      | 162.833                        | 1730,61            | orange     |
| 15108-4             | Nishikan-ku                   | 西蒲区 | 176,57          | 54.236       | 58.218                         | 329,75             | ocker      |
| 15100-9             | Niigata-shi („Stadt Niigata“) | 新潟市 | 726,27          | 790.646      | 810.157                        | 1115,23            |            |

## Verkehr
Der Bahnhof Niigata ist Endstation der Jōetsu-Shinkansen von Ueno und stellt daher für den von Tokio anreisenden Besucher den bequemsten Zugang zur Küste des Japanischen Meeres dar. Die 1982 eingeweihte Strecke verdankt ihre Existenz dem persönlichen Einsatz des früheren Premierministers Tanaka Kakuei, dessen Wahlkreis in der Präfektur Niigata lag.
Etwa 8 km nordöstlich des Stadtzentrums liegt der Flughafen Niigata. Unter anderem besteht eine Flugverbindung zur russischen Stadt Wladiwostok.
Die Hafenanlagen, bestehend aus dem alten Osthafen und dem neueren Westhafen, zählen zu den 23 „bedeutenden Häfen“ Japans.
- Eisenbahn
  - JR Jōetsu-Shinkansen
  - JR Jōetsu-Linie
  - JR Shin’etsu-Hauptlinie
  - JR Uetsu-Hauptlinie
  - JR Echigo-Linie
  - JR Hakushin-Linie

- Straße
  - Kanetsu-Autobahn
  - Nationalstraße 7
  - Nationalstraße 8
  - Nationalstraße 17

## Sport
Niigata ist die Heimat des Fußballvereins Albirex Niigata aus der J. League Division 1, dessen Spiele im Denka Big Swan Stadium ausgetragen werden.

## Söhne und Töchter der Stadt
- Takenouchi Shikibu (1712–1767), Konfuzianist
- Maki Ryōho (1777–1843), Kalligraph
- Otake Chikuha (1878–1936), Maler
- Fujikage Seiju (1880–1966), Tänzerin
- Tatekawa Yoshitsugu (1880–1945), Armee-General und Botschafter in Moskau
- Aizu Yaichi (1881–1956), Literaturhistoriker und Lyriker, Ehrenbürger
- Inomata Tsunao (1889–1942), marxistischer Wirtschaftswissenschaftler
- Tanaka Michitarō (1902–1985), Philosoph
- Kunio Maekawa (1905–1986), Architekt
- Ango Sakaguchi (1906–1955), Schriftsteller
- Saitō Eishirō (1911–2002), Unternehmer und Organisator in der Stahlbranche und im öffentlichen Bereich
- Shinji Mizushima (* 1939), Manga-Zeichner
- Muneji Munemura (* 1943), Ringer
- Aquirax Aida (1946–1978), Musikkritiker, Promoter und Produzent
- Masaru Tanaka (* 1946), Komponist und Musikpädagoge
- Sachiko Kobayashi (* 1953), Enka-Sängerin und Schauspielerin
- Takashi Amano (1954–2015), Fotograf und Aquarianer
- Rumiko Takahashi (* 1957), Comic-Zeichnerin (Mangaka)
- Makoto Kobayashi (* 1958), Mangaka
- Akira Yamaoka (* 1968), Komponist
- Takeshi Obata (* 1969), Manga-Zeichner
- Yōko Ishida (* 1973), Sängerin
- Lee Sang-il (* 1974), Regisseur
- Double (* 1975), R&B-Sängerin
- Daisuke Nakano (* 1982), Turner
- Mayumi Watanabe (* 1983), Sprinterin
- One (* 1986), Mangaka
- Atomu Tanaka (* 1987), Fußballspieler
- Shū Hiramatsu (* 1992), Fußballspieler
- Fumiya Hayakawa (* 1994), Fußballspieler
- Naoto Hasegawa (* 1996), Hochspringer
- Yushin Otake (* 2005), Fußballspieler